# Szendiszűcs István
Szendiszűcs István, Szendi Szűcs (Szombathely, 1955–) képzőművész. 
Szombathelyen, Várpalotán és Budapesten tanult. Karrierjét 1973-ban a Vasi Műhely grafikusaként kezdte, majd 1975-től keramikusként, 1980-tól restaurátorként folytatta. Hamarosan budapesti fotósként találta magát. 1987-től szabadfoglalkozású művész, 2004-től üvegfreskók és táblaképek alkotója. 2010-től Szombathely egyik szegénynegyedében él.